# Бердсвілл
Бердсвілл (англ. Birdsville) — селище в австралійському штаті Квінсленд.

## Географія
Бердсвілл розташовується у південно-західній частині штату в пустелі Сімпсон.

### Клімат
Містечко знаходиться у зоні, котра характеризується кліматом тропічних пустель. Найтепліший місяць — січень із середньою температурою 31.1 °C (88 °F). Найхолодніший місяць — липень, із середньою температурою 13.3 °С (56 °F).
| Клімат Бердсвілла       | Клімат Бердсвілла | Клімат Бердсвілла | Клімат Бердсвілла | Клімат Бердсвілла | Клімат Бердсвілла | Клімат Бердсвілла | Клімат Бердсвілла | Клімат Бердсвілла | Клімат Бердсвілла | Клімат Бердсвілла | Клімат Бердсвілла | Клімат Бердсвілла | Клімат Бердсвілла |
| Показник                | Січ.              | Лют.              | Бер.              | Квіт.             | Трав.             | Черв.             | Лип.              | Серп.             | Вер.              | Жовт.             | Лист.             | Груд.             | Рік               |
| Абсолютний максимум, °C | 48                | 45,9              | 45                | 41,7              | 37,8              | 32,4              | 33,4              | 36,2              | 42,2              | 45,1              | 48,7              | 49,5              | 49,5              |
| Середній максимум, °C   | 38,6              | 37,6              | 34,8              | 30,2              | 24,8              | 21,5              | 20,6              | 23,3              | 27,7              | 32                | 35,4              | 37,6              | 30,4              |
| Середня температура, °C | 31                | 30                | 27                | 23                | 18                | 14                | 13                | 15                | 19                | 24                | 27                | 29                | 23                |
| Середній мінімум, °C    | 24                | 23,9              | 20,9              | 16,1              | 11,2              | 8                 | 6,6               | 8,2               | 11,8              | 16                | 19,6              | 22,2              | 15,7              |
| Абсолютний мінімум, °C  | 12,2              | 13,9              | 9,4               | 6                 | 1,7               | −1,7              | −1,7              | 0,4               | 1,4               | −0,5              | 8,5               | 5,6               | −1,7              |
| Норма опадів, мм        | 20                | 20                | 10                | 0                 | 10                | 10                | 10                | 0                 | 0                 | 10                | 10                | 10                | 160               |
| Днів з дощем            | 2,5               | 2,3               | 1,8               | 1,1               | 1,7               | 1,8               | 1,6               | 1,3               | 1,3               | 2,2               | 2,3               | 2,4               | 22,3              |
| ----------------------- | ----------------- | ----------------- | ----------------- | ----------------- | ----------------- | ----------------- | ----------------- | ----------------- | ----------------- | ----------------- | ----------------- | ----------------- | ----------------- |
| Джерело: Weatherbase    |                   |                   |                   |                   |                   |                   |                   |                   |                   |                   |                   |                   |                   |